# Alman Metten
Alman Metten (ur. 9 października 1948 w Haarlemie) – holenderski polityk, socjolog i nauczyciel akademicki, deputowany do Parlamentu Europejskiego II, III i IV kadencji.

## Życiorys
Ukończył socjologię na Uniwersytecie Amsterdamskim. Od 1972 był pracownikiem naukowo-dydaktycznym na tej uczelni.
Zaangażował się w działalność polityczną w ramach Partii Pracy, pełnił różne funkcje w strukturach laburzystów. W latach 1984–1999 przez trzy kadencje sprawował mandat posła do Parlamentu Europejskiego, wchodząc w skład frakcji socjalistycznej i pełniąc m.in. funkcję wiceprzewodniczącego Komisji ds. Gospodarczych i Walutowych oraz Polityki Przemysłowej. Od 2000 prowadził własną firmę konsultingową.
Kawaler Orderu Oranje-Nassau (1999).